# Robert Gilbert
Robert Gilbert, pseudonimo di Robert David Winterfeld (Amburgo, 29 settembre 1899 – Minusio, 20 marzo 1978), è stato un compositore, attore, cantante, testista e compositore di musica leggera tedesco.

## Biografia
Suo padre fu Max Winterfeld, a sua volta compositore e direttore d'orchestra, noto con lo pseudonimo di Jean Gilbert, mentre suo fratello era Henry Winterfeld, autore di libri per bambini. Talvolta descritto come un "autore diviso", il suo poema dei primi anni della Grande depressione Stempellied venne musicato da Hanns Eisler. Tuttavia Am Sonntag will mein Süsser mit mir segeln gehen e Das gibt's nur einmal sono le sue opere più famose.